# Walther-Schreiber-Platz (metropolitana di Berlino)
La stazione di Walther-Schreiber-Platz è una stazione della metropolitana di Berlino, sulla linea U9.

## Interscambi
- Fermata autobus